# 八奈見乘兒
八奈見乘兒（日语：／ Yanami Jōji，1931年8月30日—2021年12月3日），本名白土繁滿，日本男性演員、聲優。身高165公分，體重62公斤，星座是處女座。
在2015年9月25日东映动画株式会社宣布八奈見乘兒因为得病需要疗养，所以已经退休和停止担任声优配音工作。
2021年12月3日因衰老逝世，享年90歲。

## 代役配音
| 繼任       | 角色名     | 概要作品       | 繼任初次擔當作品            |
| ---------- | ---------- | -------------- | --------------------------- |
| 石住昭彦   | 膽小獅     | 『綠野仙蹤』   | 『猫和老鼠和綠野仙蹤』      |
| 島田敏     | 巴菲迪     | 『七龙珠』系列 | 『七龙珠改 魔人布欧篇』     |
| 田中亮一   | 布里夫博士 | 『七龙珠』系列 | 『七龙珠改』                |
| 龙田直树   | 北界王     | 『七龙珠』系列 | 『龙珠超』※从第12话开始     |
| 龙田直树   | 旁白       | 『七龙珠』系列 | 『龙珠超』※从第12话开始     |
| 龙田直树   | 刀刀齋     | 『犬夜叉』     | 『半妖的夜叉姬』            |
| 飯塚昭三   |            | 『决战猩球』   | 『决战猩球』※               |
| 平田广明   |            | 『』           | 『』                        |
| 市川猿之助 | 甘・福爾   | 『ONE PIECE』  | 『ONE PIECE 』              |
| 佐藤正治   | 甘・福爾   | 『ONE PIECE』  | 『ONE PIECE』第967話        |
| 山寺宏一   | 汪達       | 『大耳鼠』     | 『大耳鼠愛莉殿下的好運氣 』 |

## 演出作品
※粗體字表示說明飾演的主要角色。

### 電視動畫
- 哆啦A夢 朝日電視台版本第一季（主人）
- 阿貴
- 無敵鐵金剛（弓教授）
- 小紅帽恰恰（カ・ザンダン）
- 明日之丈（團吉）
- 阿爾卑斯山的少女海蒂（デルフリ村の家主）
- 超能力魔美（社長）
- 甜蜜公主（安倍川彥左衛門）
- 銀河鐵道999（宿の主人、爸爸、波坦波、拉麵店老闆、老人、史丹雷）
- 妙廚老爹（吉岡）
- 奇天烈大百科（太平）
- 佩琳物語（農夫）
- J9系列
  - 銀河旋風突擊隊（1981年10月－1982年6月）モチーフは必殺シリーズ
  - 銀河烈風（1982年7月－1983年3月）モチーフは新撰組
  - 銀河疾風（1983年4月－1984年1月）モチーフは八十日間世界一周
- GS美神極樂大作戰（老人）
- 停止!! 雲雀（大空自豪）
- 褞袍超人（鈴木繁（吋鬼大王））
- 聖鬥士星矢（長老）
- 花右京女侍隊（花右京北齋）
- 魔法少女拉拉貝爾（立花作造）
- 名偵探柯南（天永和尚）
- 亂馬½（老爺爺）
- 霹靂日光號（比目副司令）
- 淘氣寵物雞（小步的奶奶/秋本直美）
- 太陽傘世界的叮噹平平（黑洞爺爺）

1963年
- 原子小金剛第一季

1965年
- 森林大帝

1967年
- 小超人帕門

1968年
- 鬼太郎（丸毛）

1969年
- 噴嚏大魔王（太郎、ハラポン太郎、動物園園長、校長先生、馬戲團團長）

1971年
- 鬼太郎（第2作）（知恵蝿、ダイダラ教徒、安井社長、猛霊八惨の主、湯水侑会長）
- 天才老爹

1972年
- 海王子（一平、尼列烏斯）

1973年
- 哆啦A梦 日本电视台版本

1975年
- 時間飛船（克羅基）

1978年
- 一休和尚（歌之名人）

1982年
- 鹹蛋丫頭（日语：あさりちゃん）（康太郎的父親、死神、スクブク）
- 福星小子（妖怪、小兔子 等）

1984年
- 怪博士與機器娃娃（薩法里、老爺爺）

1985年
- 鬼太郎（第3作）（一反木棉、がんき小僧、教授）

1986年
- 龙珠（旁白、布里夫博士、地球国王）

1988年
- 城市獵人2（武田）
- 甜蜜小天使第二季（山下教練）

1989年
- 麵包超人（唐吉帆立貝、匹卡利〈第1代〉、彈珠檯男爵）
- 龙珠Z（北界王、旁白、布里夫博士、巴菲迪）
- 超能大耳鼠（旺德鼬）

1990年
- 平成天才老爹（栗子頭醫生、空頭老師、署長〈初代〉）

1992年
- 美味大挑戰（松森豐一）
- 小小男子漢（西剛介、服部心臟）

1996年
- 鬼太郎（第4作）（井戸仙人、ガマ仙人、毛羽毛現、骨董屋主人）
- 龙珠GT（北界王、旁白）

1997年
- 马赫GoGoGo1997年版（秋葉原教授）

2000年
- 蠟筆小新（美味饅頭仙人）
- 数码宝贝大冒险（玄内）
- ONE PIECE（布多爾、甘・福爾）

2001年
- 犬夜叉（刀刀齋）
- 數碼寶貝03馴獸師之王（玄武獸）

2003年
- 高橋留美子劇場（老伯）

2007年
- 鬼太郎（第5作）（一反木棉）
- 驅魔少年（亞列斯塔·庫拉烏力一世）

2008年
- 神薙（毒蠍老師）
- 小雙俠（伯亞基）

2009年
- 龙珠改（界王、旁白）
- 犬夜叉 完结篇（刀刀齋）

2014年
- 龙珠改 魔人布欧篇（界王、旁白）

2015年
- 七龍珠超（旁白〈初代〉[3]、界王〈初代〉）

### OVA
- 烏龍派出所1985年版（老人）
- 龙珠系列（界王、旁白）
- 暗黑破壞神（梅塔·利卡那王國國王）
- 潮與虎（海座頭）
- 槍與劍（カメオ、おまけアニメ「ガン×ソードさん）
- 銀河英雄傳說（凱爾拉赫伯爵）
- 菜菜子解體診書（久龍）
- 真蓋特機器人對NEO蓋特機器人（敷島博士）
- ONE PIECE x 美食的俘虏 x 七龙珠Z（界王）

### 劇場版
- 犬夜叉天下霸道之劍（刀刀齋）
- 風之谷（基利）
- ONE PIECE祭典男爵與神祕島（ケロデーク）
- 鬼太郎
  - ゲゲゲの鬼太郎 日本爆裂!!（一反もめん）
  - ゲゲゲの鬼太郎（一反もめん）
  - ゲゲゲの鬼太郎 妖怪大戦争（一反もめん）
  - ゲゲゲの鬼太郎 最強妖怪軍団!日本上陸!!（一反もめん）
  - ゲゲゲの鬼太郎 激突!!異次元妖怪の大反乱（一反もめん）
  - ゲゲゲの鬼太郎 大海獣（井戸仙人）
- 七龍珠（旁白）
  - 七龍珠 神龙传说
  - 七龍珠 魔神城的睡美人
  - 七龍珠 摩诃不思议大冒险
  - 七龍珠 最强之道
- 七龍珠Z（旁白、北界王）
  - 七龍珠Z 把我的悟饭还来!!
  - 七龍珠Z 世界最强的高手
  - 七龍珠Z 地球超级大决战
  - 七龍珠Z 超级赛亚人孙悟空
  - 七龍珠Z 最强对最强
  - 七龍珠Z 激突!!100亿能量的战士们
  - 七龍珠Z 极限之战!!三大超级赛亚人
  - 七龍珠Z 燃烧吧!!热战·烈战·超激战
  - 七龍珠Z 银河面临危机!!身手不凡的高手
  - 七龍珠Z 危险的二人!超级战士难以安枕
  - 七龍珠Z 超级战士撃破!!胜利的勇士是我
  - 七龍珠Z 复活的融合!!悟空和贝吉塔
  - 七龍珠Z 神与神
  - 七龙珠Z 复活的「F」

1997年
- 艾摩爾的冒險（貓）

### 遊戲
2007年
- 七龙珠 Sparking! METEOR（北界王）

2008年
- 超級機器人大戰Z（車弁慶、百鬼大帝布萊、恐星大王貝加）

2009年
- 超級機器人大戰NEO（パンチョ・ポンチョ）

2010年
- 七龙珠英雄（北界王）

2015年
- 七龍珠Z 超究極武鬥傳（日语：ドラゴンボールZ 超究極武闘伝）（北界王、布里夫博士）

### 外語配音

#### 電影
- 麻辣女王2：美麗的要命（巴斯特·哈里森〈唐·佩里〉）※日本電視台版。
- 羅馬，不設防的城市 ※東京電視台版。
- 忍者龜（史普林特（英语：Splinter (Teenage Mutant Ninja Turtles)）〈凱文·克萊許〉）※富士電視台版。
- 聖經：創世紀（英语：The Bible: In the Beginning...）（諾亞〈約翰·休斯頓〉）※日本電視台版。
- 翡翠森林（英语：The Emerald Forest）（瓦納第）※朝日電視台版。
- 野獸冒險樂園（公牛伯納德）

#### 動畫
- 米老鼠與唐老鴨（高飛）
- 小美人魚系列（吉姆）
  - 小美人魚
  - 小美人魚 (電視系列)
  - 小美人魚2：重返大海

### 電視劇
- （1961年7月8日，富士電視網「東芝週六劇場（日语：東芝土曜劇場）」）

### 廣播節目
- 青春冒險（日语：青春アドベンチャー）『封神演義』（NHK-FM）（費仲）
- 泰勒無責任俱樂部（北口軍醫）
  - 共演：與成田劍的二人芝居[注 1]
- 兵蜂PARADISE（默多克博士）

### 廣播劇CD
- 無責任艦長（北口軍醫）
- 超真實麻雀（日语：スーパーリアル麻雀）PVI廣播劇CD PRIVATE（香山藤兵衛）
  - MUSIC FILE 4 我田引水
  - MUSIC FILE 5 天真爛漫
  - SOUND NOTE 1 YAH!YAH!YAH!
  - SOUND NOTE 2 DELIGHTFUL

### 數位漫畫
- 魯邦三世 D2 MANGA（1997年，成金男）

### CD
- 時間飛船名曲大全
- 時間飛船王道復古 特訓満漢
- 天才多龍波'08（單曲CD，多龍波名義）
- 多龍波傳說'08（專輯CD，多龍波名義）
- V Jumplanet 史上最大歌合戰（榎本）

## 腳註

## 外部連結
- 青二Production公式官網專設的已故聲優資歷簡介 （页面存档备份，存于） （日語）